# Кефаль
Кефа́ль (Mugil) — рід морських променеперих риб, що налічує 17 видів. У Чорному і Азовському морях поширений лобань (Mugil cephalus). Цінні промислові риби.
З цим родом іноді випадково пов'язують піленгаса (був описаний як Mugil soiuy), однак в наш час[коли?] цей вид віднесений до роду Liza.
Попри різноманітність, кефалі різних видів загалом схожі: це гарні видовжені, зазвичай сріблясті рибки, тіло яких вкрите великою лускою, котра дуже щільно сидить в одних видів і легко збивається в інших. У деяких видів луска покриває голову. Спина темніша, черево сріблясте. На очах жирові повіки різної ширини. Хвостовий плавець виїмчастий.
Кефаль — зграйна риба, яка надає перевагу більш менш теплій воді (30—35 °С), через це в річках здебільшого тримається на мілководді. Вона не вимоглива ні щодо кисню, ні стосовно солоності води. Життя цих риб проходить у морях та затоках, лиманах та гирлах річок. Вона нереститься в морі, а для нагулу переходить до прісних вод, де й годується до осені. На зиму знову спускається в море. Але якщо їй доводиться залишатися відокремленою від моря, то кефаль може й не йти. Смакові якості кефалевих чудові, найкращі страви виходить із риб, спійманих восени.
У Чорному морі кефалі представлені шістьма видами: лобань, сингіль, піленгас, гостроніс, кефаль-головач (рамада), стрибка. Однак великої чисельності досягають лише лобань, сингіль, гостроніс і піленгас. Лобань, сингіль та гостроніс — «корінні» чорноморські мешканці, а піленгас — переселенець/«іммігрант» із Японського моря.

## Види
- Mugil bananensis
- Mugil broussonnetii
- Mugil capurrii
- Mugil cephalus — Лобань
- Mugil curema
- Mugil curvidens
- Mugil gaimardianus
- Mugil galapagensis
- Mugil gyrans
- Mugil hospes
- Mugil incilis
- Mugil liza
- Mugil setosus
- Mugil thoburni
- Mugil trichodon
- Mugil longicauda